# Paederinae
Paederinae es una gran subfamilia de estafilínidos (Staphylinidae). En términos de relaciones filogenéticas, las 14 subfamilias de estafilínidos pueden separarse en 3 subgrupos; dicho sistema de clasificación cataloga a Paederinae como más cercano a las subfamilias Stapholinidae y Xantholinidae.
Tres de los géneros de Paederina, una subtribu de Paederini, están asociados con una irritación de la piel, a causa del potente agente vesicante en su hemolinfa. Este irritante es llamado pederina y es altamente tóxico, más potente que el veneno de cobra.